# Numarx
Numarx war eine US-amerikanische Hip-Hop-Gruppe beziehungsweise eine DJ-Crew aus Baltimore, Maryland. Von ihnen stammt die später von Milli Vanilli aufgenommene Hit-Single Girl You Know It’s True.

## Geschichte
DJ Spen, geprägt von der ersten Welle der Hip-Hop-Musik, begann Anfang der 1980er eine Crew zusammenzustellen, der er den Namen Numarx gab. Ein festes Line-up gab es zu Beginn nicht, zum Teil trat die Crew mit acht Turntables auf. Später gehörten neben DJ Spen Junie Jam, Wanye und Kool Rod zum festen Bestandteil. Zunächst handelte es sich nur um eine reine DJ-Crew, bis Kool Rod sich entschied, als MC zu fungieren, zudem kam KG (Kevin Liles) in die Band. Buss It erschien 1984 als Single über das Independent-Label KMA Records.
1987 erschienen die beiden Singles Girl You Know It’s True und Rhymes So Def über Studio Records. Girl You Know It’s True wurde ein Jahr später von Milli Vanilli gecovert und avancierte zu einem Welthit.
Numarx veröffentlichten 1988 ihr Debütalbum Our Time Has Come über Studio Records. Das Album wurde in Europa über ZYX Records veröffentlicht, blieb jedoch weitestgehend kommerziell erfolglos.
Es folgten die beiden selbstproduzierten Singles Do It Good (1990) und Do You Wanna (1991), bevor sich die Crew auflöste.
DJ Spen machte sich später als House-DJ einen Namen, während Kevin Liles später Präsident von Def American wurde.

## Diskografie
Alben
- 1988: Our Time Has Come (Studio Records / ZYX Records)

Singles
- 1984: Buss It (KMA Records)
- 1987: Girl You Know It’s True (Studio Records)
- 1987: Rhymes So Def (Studio Records)
- 1990: Do It Good (12″, Marx Brothers Records)
- 1991: Do You Wanna (12″, Marx Brothers Records)